# 朱桂楨
朱桂楨（1767年—1840年），字幹臣，號樸庵，晚年號覺修。江蘇省江寧府上元縣（在今江苏省南京市）人，清朝政治人物。諡莊恪。

## 生平
年幼時，金陵遇到饑年，朱桂楨請求祖父變賣家產賑濟鄉里。祖父非常高興，聽從其請求，也以古人的榜樣期許之。
乾隆五十三年（1788年），中式戊申順天舉人。舉鄉試之後，拋棄科舉考試的學業，投入探究古代名臣言行以及宋明理學心學，說：「吾他日用而求之，不莽莽乎！」
嘉慶四年（1799年），中式己未科會試，殿試位列第三甲第二十七名同進士出身，以主事用，籤分吏部候補。
十三年（1808年），補吏部稽勳司主事。
十四年（1809年），丁母憂離任。
十七年（1812年），服闕，補原官。改吏部考功司主事。
十八年（1813年），擢吏部文選司員外郎。
十九年（1814年），升吏部考功司郎中。歷任部官，朱桂楨所到之處都獨立任事，不踟躇拖延，同僚見其難以親近而與之疏遠，但都對其折服。
二十一年（1816年）二月，京察，列為一等，嘉慶帝引見，記名以道府用。三月轉任山東道監察御史。十二月出為貴州鎮遠府知府。專志處理民務，排場服儀都沒有一般官吏的積習。鎮遠府漢民、苗民雜居，民間沒有紡紗緝麻的手工業。朱桂楨招募民工教導紡織，於是開始出現了苗布。
二十四年（1819年），鎮遠府大旱災，民饑，朱桂楨急發庫藏米，平糶施粥賑饑，全府無人餓死，居民賴以安定。事後自請擅動庫帑罪，人民感其恩惠，隔年穀物豐收，人民爭相湊錢償還府庫。
興義府苗民內閧，貴州巡撫已指揮軍隊準備鎮壓，朱桂楨阻止：「苗為民欺忿耳，願以身保萬眾。」派人開諭說服，苗眾果然平息歸服。山地居民迷信懼怕鬼怪，朱桂楨挑其中幾件事向百姓釋明：鎮江寺供奉木龍，民眾信以為神，每到端陽競渡時有兒童游泳出沒，往往有溺死的，苗族風俗以為是龍神取走侍童，轉而諠譁呼號，有僧人以此圖利。朱桂楨得知後大怒，命令兵卒用鎖鏈綑綁木龍到公堂，有千餘人圍觀並拜求：「此吾郡福主，圮之，禍不測！」朱桂楨說：「禍在太守，汝輩無與焉。」隨即砍斷龍頭並放火焚燒，有血水滴滲流出。幾天後有狂人衝進府衙說：「吾龍也，將大疫！」朱桂楨身穿朝服坐在大堂上喝叱：「爾龍殺人多矣！太守奉天子命來守此土、去民害，不畏疫也！」命令將之杖責，狂人「叩頭乞命如夢初醒」。當時久旱，忽然有大雨霈注，百姓慶賀說：「是太守斬龍雨也！」後來流傳著朱桂楨誅殺木妖、焚燒妖血招來甘雨的故事。人民此後明本分、務本業、少爭訟，因此巡撫非常倚重朱桂楨。
黃平州苗民阿豹脅迫部眾聚眾為盜，土司報告為叛變。朱桂楨說：「數人鼓眾，非真亂，動兵則眾駭事起。」然後單騎前往拘捕，鎮遠鎮總兵哈豐阿想令武官率兵護衛，被朱桂楨拒絕；朱桂楨令一名侍役拿木牌寫上阿豹等五人名號，對苗眾說：「官捕此五人，餘不問。」苗民相視回答：「吾輩受阿豹等虐，豈可抗官耶！」於是包圍阿豹的家，五人都就擒。朱桂楨令土司先押解犯人到重安城並駐留，朱桂楨自己遊覽山川形勢之後緩緩返回，哈豐阿出來迎接並詢問情況，朱桂楨解釋：「吾乘其無備也。若調兵四集，彼必煽眾拒捕，竟成巨案矣。」此案不殺任何一人，只遣戍為首五人而已。
二十五年（1820年），升陝西潼商道。在知府任上三年，治理施政的成績被稱讚為最佳。
道光二年（1822年）正月十六日，擢浙江按察使。八月七日遷甘肅布政使。浙江溫州府生員袁吉人呈控永嘉縣倉庫虧缺、炮座遺失等情形，七月由朱桂楨會同巡撫帥承瀛審訊。
三年（1823年）四月五日，調山東布政使。
四年（1824年）閏七月十一日，擢山西巡撫，當月隨即丁父憂離任。
六年（1826年）服闋，十二月十五日署禮部右侍郎。
七年（1827年）正月十一日，授倉場侍郎。二月，偕同倉場滿侍郎百春查奏裕豐倉盈餘小麥石數、通報戶部儲糧成色不符，請將監督達斌、李鍾潢交吏部議處，並依律懲治侵佔漁利的花戶崔俊等人。道光帝都批准。四月，議決回覆監察御史黃德濂所條陳漕糧到橋入倉各事宜，朱桂楨臚列款項具奏：「一，漕糧抵通米色如有攙雜潮濕，均令經紀買補。一，私賣耗米照盜賣漕糧律治罪。一，漕糧由橋運倉勿許遲延。一，漕糧到橋後間遭雨濕，責令經紀挑晾。一，剝船向給官蓆以蔽風雨，宜查點嚴密以防船戶偷減。一，內倉收米請於紅單到日依限給發回照。一，漕糧由橋入倉，應歸各倉監督認真掣量以杜偷漏。」交戶部議可實行。閏五月，發覺漕船行走遲滯，與百春聯名奏請敕令直隸總督、山東巡撫、東河總督派員催辦，遇有水淺難行之處、應行起剝之處趕緊籌辦。十月三日，偕同倉場滿侍郎凱音布覆奏試行海運〈漕糧到天津起卸撥運收貯章程〉，意旨大略為：辦理海運當於糧船到達天津後，起卸漕糧之前逐節清點撥運，責成員弁隨時巡查收米，嚴飭經紀不許索取報酬，「清覈於到壩之先，慎重於入倉之後」。當即獲得允准實施。
八年（1828年），監察御史孫善寶奏劾倉場衙門對於經紀掣欠米石超額，未依照新例送交刑部治罪，與上一年原奏不符。道光帝命令朱桂楨等明白回奏。隨後朱桂楨奏言：「掣欠一條係屬申明定例，本年掣欠數目較多，自應交部治罪。惟因該經紀籲請購買本色米石，予限如數交倉；恐送部轉滋延宕。如逾限不完即行覈辦，仍係從嚴辦理，未敢顯違定例。」奏摺呈入後，上諭：「經紀折耗逾額顯有弊竇。上年經御史條奏，特令覈議，既經倉場及戶部申明定例，請照覈辦。即或現在情形不無窒礙亦應奏明更正，何以率准通融？既已寬其限期，何以謂之從嚴覈議？是該侍郎等覆奏自相矛盾，殊屬迴護。朱桂楨著交部議處。」隨即被降一級、留任。
九年（1829年）三月二十四日，授漕運總督。漕運自清初經過了將近二百年，官吏與運丁累積的弊端已根深蒂固。朱桂楨潛心探究各種弊病陋習的因由，大力整頓收徵、兌運、夫役、河壖、閘壩、倉胥等各方面，不苛刻追索，官吏與船工都和順服從之。政事操勞，當時朱桂楨已有疾在身，有時多天不進食，身形消瘦，仍讓人攙扶著繼續奔走辦事。吏民擔憂其病情會更加惡化，而竟然無恙，有人問朱桂楨食用什麼藥物保健，朱桂楨回答：「我不知疾，惟見官事當了。」人再問：「官事何能必了？」桂楨答：「我先治，我亦不知為治官事也。」十二月，監察御史陸以烜奏報浙江幫等幫水手橫行恣縱，沿途勒索旗丁。道光帝認為事關漕政，命朱桂楨嚴查。
十年（1830年）八月二十七日，調任廣東巡撫。二月，就水手問題覆奏：「漕政之艱難，由於丁力之疲乏，若不恤其力、服其心、稽查於未滋事之前、嚴辦於既滋事之後，則或寬或猛皆有流弊。且水手人等多係無業貧民，強悍性成，全在彈壓得宜。應請責成該管糧道督率所屬員弁隨時查察，遇有水手滋事，該管員弁即時拏獲者寬免處分；日久無獲，從嚴議處，並由督撫專派道府一員、丞倅二三員率領兵役乘舟，分段稽查。其拏獲滋事匪徒，遵照刑部奏定新例嚴行懲辦，庶可實力奉行得閒。」得到旨意允准施行。漕運總督任內處置得宜，漕糧轉運順暢。到廣東後，嚴格申明法制，釐清海船事務，抑制粵海關稅務外班，禁止洋行賄賂陋規。每月拘捕案犯時，不動聲色，臨時召集官吏、弁目指令前往某處所搜捕，官弁事先不知勤務為何。談笑間完成緝捕，不打擾鄰里居民，罪犯銷聲匿跡。於是朱桂楨在廣東期間，外商特別畏懼而守法。十二月，崖州黎族匪徒黎色容等人糾眾嘯聚山寨、肆意搶掠。朱桂楨偕同兩廣總督李鴻賓檄令瓊州鎮總兵孫得發率兵剿平。
朱桂楨以儉樸低調率領屬官，某次微服勘災歸途上，行經西關時看見千總車駕隨從囂張氣盛，朱桂楨隨即叱罵阻止，直至千總叩頭請罪才作罷。
十一年（1831年）八月，以巡撫兼署兩廣總督。三月，偕同李鴻賓合奏於虎門口外大角山增建礮臺，請求抽撥吳川營把總改設水師提標右營把總一員，並增設外委一員、額外外委一員、步戰守兵五十六名駐紮防守。又奏請在水師提標左營增設右哨外委一員、額外外委三員；水師提標後營香山協左右二營、順德協左右二營、龍門協左右二營各增設協額外外委二員，以資差遣。下部議行。六月，給事中劉光三奏陳廣東會匪蔓延。道光帝命朱桂楨查辦。隨後上奏提議：「粵東民俗強悍，糾眾拜會搶劫成風。欲杜其邪慝之漸，當先養其廉恥之源。溯查乾隆年間高、雷、廉、瓊等處，山場荒地聽民開墾，概不升科。應請嗣後惠、潮、肇慶、韶、連、嘉應、南雄、羅定等府州屬，援照雷、瓊成例，給與執照，聽憑耕種；俾小民糧食有資，不致流於匪僻。並飭地方官認真教導，擇里中老成之人充當黨正、鄉約，廣設義學，延師訓迪，董勸兼施，庶於化民成俗之方漸有實效。」都如其所請實行。自道光初年，廣州的外商已經自行建立公局為寓所，不住洋行，不回澳門過冬；後廣州城外大火，民居盡毀，英商侵佔民居舊址修建公局，又在洋行前新修臨水碼頭較舊址加寬十餘丈，並設圍牆柵欄，阻礙對河居民來往渡口，居民多次稟控兩廣總督但外商仍不遵守禁令。八月，總督李鴻賓赴京入覲，百姓向朱桂楨控訴，同時道光帝也令朱桂楨嚴密查辦；朱桂楨隨即飭令一律拆毀、恢復舊制。英商放棄申訴，將商船停泊零丁洋面，不入港口開艙，並提出八條件為要挾，相持半年才緩解。議覆監察御史邵正笏所奏〈查禁內地種賣鴉片煙章程〉：奸民偷種罌粟照販賣煙土例治罪；地畝概令入官；外夷夾帶煙泥，奸民輾轉販賣仍照例懲辦。允准施行。惠州府、潮州府兩府常發生械鬥，朱桂楨數次興起大獄，大規模逮捕法辦，使民風稍微收斂。告誡僚屬謹慎處理刑獄，治理人民以無冤情、不濫刑為起始；每到秋季覆審重刑案時，多所平反冤獄。署福建臺灣澎湖通判烏竹芳的眷屬遭遇風暴而發生船難，漂流到暹羅國後被救起，暹羅國王鄭福救濟並提供其錢糧，用前一年叩祝的貢船附載送回到廣東。道光帝上諭：「暹羅國王因內地官員眷屬遭風漂收到境，拯救資贍，附載回粵，甚屬恭順，自應降敕褒獎，照例實賫，令該貢使於回粵時賫回。該督撫即先行知該國王，以示獎賞等因。」此時朱桂楨兼護總督，受命抄錄諭旨照會暹羅國王。
十二年（1832年）正月，搜捕土匪黃丞蘭等四百三十人，並捕獲會匪豹六等六十八人，都依律懲治。三月，連州直隸州的排瑤煽動叛亂，與湖南瑤族趙金隴勢力互為呼應。朱桂楨受命與總督李鴻賓嚴加防堵。道光帝賞賜暹羅國王與貢使，上諭：「著賞賜該國王蟒緞二疋、粵緞二疋、錦緞二疋、彩緞四疋、素緞四疋，以示嘉獎。其大庫呸雅打侃亦著該督撫優加賞賫，交該國王頒給。俱俟貢使回國之便帶往。」四月二十日，前一年的例貢貢使呸雅噯滑里巡收呵叭臈車寅等於返回到廣東，道光十年前來祝賀的貢使拍針倫素攀那蜜等人也準備起身回國。朱桂楨於是與偕同李鴻賓辦理賞品並將禮部行知暹羅國王之公文轉交貢使帶回，「予大庫呸雅打侃優加賞賫，從優賞給粵紬四疋、粵緞四疋、直紗二疋、葛紗二疋，飭交貢使賫回，交該國王頒給大庫呸雅打侃收領，並照會該國王查照所有遵旨優加賞賫緣由。」五月，瑤亂平定，朱桂楨上奏籌議崖州善後事宜，奏請將崖州營參將改為崖州協水陸副將，海口協中軍都司，改為崖州協中軍陸路都司，均定為題調二年邊俸的職缺；駐守崖州海口協副將改為海口營參將，海口右營守備改為海口營參將中軍守備，都定為外海水師題調的職缺。並奏請於督標五營內移撥把總一員、外委一員；瓊州右營移撥把總一員、左營移撥外委一員，崖州營陸路增設額外外委二員，水師增設額外外委四員，各營移撥兵丁三百名。都下兵部議准實行。瑤亂時，有馮某人的家族被趙金隴殺盡，但囚禁馮某父子未殺，亂平之後馮某在清軍戰俘之中。朱桂楨看出馮某為冤民，審訊得實後釋放。六月，監察御史馮贊勳以廣東通行外洋，海賊聚眾縱橫、掘墓刨棺、恃強勒贖，請敕令督撫嚴查究辦。得到道光帝旨：「廣東盜匪疊經查辦，此風總未禁絕，似此明目張膽無所顧忌，地方官形同木偶，毫無見聞，所司何事？著李鴻賓實力嚴辦，毋任兇徒一名漏網。」七月，奏報西洋各國都已產鉛而無須來廣東購運，請將申報戶部的白鉛暫停出口西洋。下部議行。閏九月，因病呈請開缺，得旨：「朱桂楨著賞假三箇月，無庸開缺，其廣東巡撫印務著盧坤兼署。」十月，朱桂楨遵道光帝旨意裁撤冗官，奏請裁撤廉州府同知、肇慶府通判、高州府司獄、廉州府司獄、南海縣河泊所大使、長寧縣訓導、始興縣訓導。道光帝下詔都如朱桂楨所請。廣東省城舖民不慎失火，延燒大南門內外城樓二座、官堆卡房一間，由巡撫等捐養廉銀賠償修復外，朱桂楨未能先事預防，交部議處。
十三年（1833年）正月二十日，假期已滿，回任。三月，奏報於狗頭山地面生擒越南大盜陳加海與其餘黨，都依律問罪擬刑。道光帝嘉獎朱桂楨辦理迅速。五月，偕同兩廣總督盧坤奏陳三江協控制瑶山，請求於提標中營抽撥把總一員、南韶連鎮中營抽撥外委一員、高州鎮左營抽撥外委一員入三江協增強防禦；並於連州營增設額外外委二員以資差巡。又奏三江協原設兵額二千，逐次裁減後實際有一千六百四十二名，員額不足，請於各營兵額內每百人抽撥一人入三江協以恢復舊制、重新操練防守。七月，奏請嚴明重申東路捕盜命令：「粵省海洋向用師船輪流巡緝，而師船追躡為難，請照白底草船式樣添造六隻以代民船誘緝，並請委派總巡大員稽察勤惰，遇有失事即將承緝員弁參革示懲。」下部議行。七月下旬獲賞《欽定平定回疆勦擒逆裔方略》。

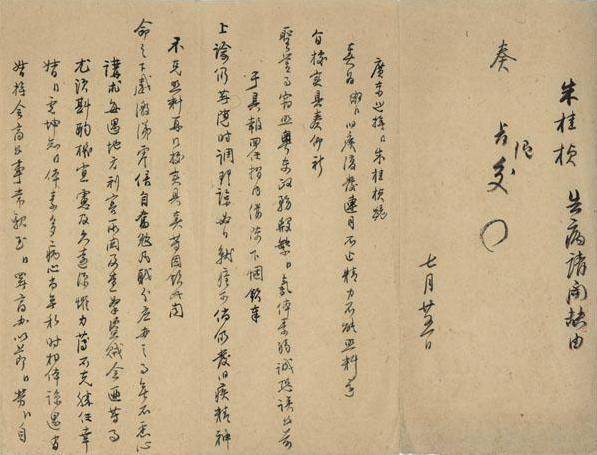
奏聞告病請開缺摺

六月二十日即以舊疾復發呈請開缺回籍，七月二十五日道光帝批准，特諭：「疾可，速來。」八月，交卸巡撫印務。離開廣州時，百姓空城送別。朱桂楨將多餘的俸祿留下，以備災荒所需。十月，因在廣東巡撫任內廣州府知府金蘭原承辦救災事務時勒捐虛飾賑糶，朱桂楨未能及時察覺，下吏部察議。
歸鄉後居家六年，與鄉里學者考論學問。到處「行詣孝弟婣睦」，遇有需要補助者就率先提供幫助。對於自己任官時無法徹底根治的事務如浙江海田、廣東械鬥等事耿耿於懷，時常提起談論。此其間道光帝命兩江總督陶澍探視並數次詢問朱桂楨的病情，希望其病癒，士民也盼望其再度復出。
十九年十一月（1840年）病卒於家中，年七十三。依總督例優恤，諭賜祭葬，諡莊恪。賜其六歲的次子朱鎮為舉人。
二十年（1840年）二月，遺疏遞入，道光帝上諭：「原任廣東巡撫朱桂楨，由部員升任御史，歷膺外任，洊擢廣東巡撫。人甚正派，辦事認真，因病奏請回籍，曾加垂詢，方冀調養就痊、重資倚畀，茲聞溘逝，軫惜殊深。加恩照總督例賜卹、任內一切處分悉予開復。應得卹典，該衙門察例具奏。次子朱鎮加恩賞給舉人，俟年及歲，准其一體會試。」
二十一年（1841年），貴州巡撫賀長齡奏請入祀鎮遠府名宦祠。道光帝下旨允准：「原任廣東巡撫朱桂楨居官清正，勤政愛民，茲據賀長齡題稱貴州鎮遠府任內循聲卓著，經該處士民合詞籲請以桂楨入祀鎮遠名宦祠。」
《清史稿》評論「宣宗以恭儉為治，一时疆臣多清勤之選。帥承瀛等或由卿寺受知，或以守令拔擢，雖間有旋倔旋起、晚置閒散者，其猷為要並可觀焉。朱桂楨實心實政，治績稱最，獨膺易名之典，蓋非幸云。」

## 著作
- 《朱莊恪集》一卷，子朱鎮輯。

## 家族
- 高祖：朱元英，康熙四十八年進士。
- 祖父：朱安齋。
- 父：朱紹曾，監生，官至湖南巡撫、太常寺卿。
- 次子：朱鎮，欽賜舉人，官至監察御史。
- 姪：朱壬。
- 孫：朱和鈞，臺灣臺南府知府。

## 延伸阅读
[在维基数据编辑]
 《清史稿·卷381》，出自趙爾巽《清史稿》